# 1150 (szám)
Az 1150 (római számmal: MCL) az 1149 és 1151 között található természetes szám.

## A szám a matematikában
A tízes számrendszerbeli 1150-es a kettes számrendszerben 10001111110, a nyolcas számrendszerben 2176, a tizenhatos számrendszerben 47E alakban írható fel.
Az 1150 páros szám, összetett szám. Kanonikus alakja 21 · 52 · 231, normálalakban az 1,15 · 103 szorzattal írható fel. Tizenkét osztója van a természetes számok halmazán, ezek növekvő sorrendben: 1, 2, 5 és 1150.
Az 1150 érinthetetlen szám: nem áll elő pozitív egész számok valódiosztóösszeg-függvényeként..

## Csillagászat
- 1150 Achaia kisbolygó